# Guajará-Mirim Airport
Guajará-Mirim Airport är en flygplats i Brasilien.   Den ligger i kommunen Guajará-Mirim och delstaten Rondônia, i den västra delen av landet, 2 000 km väster om huvudstaden Brasília. Guajará-Mirim Airport ligger 141 meter över havet.
Terrängen runt Guajará-Mirim Airport är platt. Närmaste större samhälle är Guajará Mirim, 6,0 km väster om Guajará-Mirim Airport.
Omgivningarna runt Guajará-Mirim Airport är huvudsakligen savann. Trakten runt Guajará-Mirim Airport är nära nog obefolkad, med mindre än två invånare per kvadratkilometer.